# ويليام أشلي
ويليام أشلي (بالإنجليزية: William Ashley)‏ (و. 1860 – 1927 م) هو بروفيسور، واقتصادي بريطاني، توفي في كانتربيري، عن عمر يناهز 67 عاماً.

## التعليم
تعلم في كلية باليول بجامعة أوكسفورد
.